# Ming Xi
Ming Xi (kinesiska: 奚梦瑶), född 8 mars 1990 i Shanghai, är en kinesisk fotomodell. Hon bor i New York i USA.